# Lomatium stebbinsii
Lomatium stebbinsii ist eine Pflanzenart aus der Gattung Lomatium innerhalb der Familie der Doldenblütler (Apiaceae). Diese seltene Art kommt nur im westlichen US-Bundesstaat Kalifornien vor und wird dort englisch Stebbins' desertparsley, Stebbins' lomatium genannt.

## Beschreibung

### Vegetative Merkmale
Lomatium stebbinsii ist eine ausdauernde krautige Pflanze und erreicht Wuchshöhen von 5 bis 15 Zentimetern. Als Überdauerungsorgan wird eine Pflanzenknolle gebildet, die bei einem Durchmesser von weniger als 2 Zentimetern eiförmig bis kugelig ist. Es ist keine erkennbare Sprossachse vorhanden.
Die zwei bis fünf grundständig angeordneten Laubblätter sind in Blattscheide, Blattstiel und Blattspreite gegliedert. Die Laubblätter sind grün, glänzend und kahl. Der Blattstiel ist 2 bis 3 cm lang und besitzt eine Blattscheide von der Mitte bis zur Basis oder auf seiner ganzen Länge. Die Blattspreite ist bei einer Länge 2 bis 5 cm dreieckig-eiförmig und einfach bis doppelt fiederteilig. Wenn sie doppelt fiederteilig sind, dann sind Blattabschnitte erster Ordnung dreiteilig. Die Blattabschnitt sind bei einer Länge von 2 bis 12 mm sowie einer Breite von 1 bis 2 Millimetern linealisch mit spitzem oberen Ende.

### Generative Merkmale
Die Blütezeit reicht von März bis Mai bzw. von Ende März bis Anfang April. Die Blütenstandsschäfte sind 5 und 15 Zentimeter lang. Die doppeldoldigenBlütenstände bestehen aus zwei bis sieben Döldchen. Es sind keine Hüllblätter und Hüllchenblätter vorhanden. Die zwei bis sieben aufsteigenden Strahlen sind 1 bis 12 Millimeter lang. Ein Döllchen enthält 2 bis 15 Blüten. Die Blütenstiele sind 1 bis 2 Millimeter lang.
Die Blüten sind zwittrig. Die Kronblätter sind (zitronen-)gelb.
Die Doppelachäne zerfällt in zwei bei einer Länge von 6 bis 9 Millimetern schmal-elliptische und im oberen Bereich abgeflachte Teilfrüchte. Die Teilfrüchte sind gerippt; zwischen diesen Rippen finden sich ein bis vier Ölkanäle. Die Flügel sind winzig und sehr viel kleiner als der Fruchtkörper. Die Früchte reifen von Mitte April bis Mitte Juni.
Die Chromosomenzahl beträgt 2n = 22.

## Vorkommen und Gefährdung
Der Endemit Lomatium stebbinsii kommt in Kalifornien nur an der Grenze von zentralen und westlichen Sierra Nevada in den Countys Calaveras und Tuolumne vor, und gedeiht dort besonders Stanislaus National Forest. Es gibt auch Nachweise aus dem Amador County.
Lomatium stebbinsii wächst auf steinigen vulkanischem Böden und Mergel. Sie wird in Gelb-Kiefern-Wäldern und im Chaparral sowie in tiefer gelegenen Bergwäldern in Höhenlagen von 1250 bis 1700 Metern gefunden.
Die California Native Plant Society führt Lomatium stebbinsii als „bedroht“ = englisch imperiled. Sie ist durch Fahrzeuge, Abholzung und die damit verbundenen Transporte gefährdet.

## Systematik
Die Erstbeschreibung von Lomatium stebbinsii erfolgte 1979 durch Mark A. Schlessmann und Lincoln Constance in Two New Species of Tuberous Lomatiums (Umbelliferae) in Madroño, Volume 26, Issue 1, Seiten 37–43. Das Artepitheton ehrt den Entdecker G. Ledyard Stebbins.
Lomatium stebbinsii weist hinsichtlich der Wurzelform, des Pseudo-Schaftes, der Teilung der Laubblätter und der Fruchtgröße Unterschiede zu der sonst ähnlichen Lomatium farinosum var. hambleniae (Mathias & Constance) Schlessman auf. Hinsichtlich der geringen Größe, der kurzen Fruchtstiele und der relativ kurzen Segmente der Blätter ist sie Lomatium piperi Coulter & Rose oder Tauschia hooveri Mathias & Constance ähnlicher.